# Doppelpunkt (ZDF)
Doppelpunkt war eine Jugendsendung des ZDF. Sie wurde von 1987 bis 1995 ausgestrahlt.
Die Sendung lief vierzehntäglich immer mittwochs um 19.30 Uhr 45 Minuten lang, zuerst abwechselnd als Talkshow und als Musiksendung. Da die Quoten für die Talk-Variante aber wesentlich höher waren, wurde das Musikmagazin schon 1988 eingestellt. Dafür gab es mehr Talksendungen und später auch eigene Schwerpunktsendungen Doppelpunkt vor Ort, donnerstags nach 22.00 Uhr nach dem Heute-journal.
Doppelpunkt kam live aus dem Mainzer Kulturzentrum KUZ. Die ersten Moderatoren waren Michael Steinbrecher und Barbara Stöckl. Später kamen Susanne Herwig, Hermann Rheindorf und Berit Schwarz dazu.
Unter der Moderation von Steinbrecher kam es in einer der ersten Sendungen zu einem Eklat: Peter Maffay verließ während der Live-Sendung das Studio, nachdem der Kabarettist Dieter Thomas sich über einen seiner Liedtexte lustig gemacht hatte.
Doppelpunkt wurde zweimal mit dem Adolf-Grimme-Preis ausgezeichnet: 1989 erhielt Michael Steinbrecher stellvertretend für das ganze Team den Preis mit Bronze für die Sendung mit dem Thema Mein Sohn ist schwul, und 1990 erhielten Bertram Verhaag und Claus Strigel den Preis mit Bronze für die Sendung mit dem Thema Tatort Familie.

## Quelle
- Michael Reufsteck, Stefan Niggemeier: Das Fernsehlexikon. Goldmann München 2005, ISBN 3-442-30124-6